# Johnny Messner (acteur)
Johnny Messner (Syracuse (New York), 11 april 1970) is een Amerikaans acteur.

## Biografie
Messner werd geboren in Syracuse (New York) maar groeide op in Newburyport samen met een broer en zus. Omdat zijn vader werkzaam is bij de United States Air Force woonde Messner voor dertien jaar in Europa.

## Filmografie

### Films
Selectie:
- 2014 The Equalizer - als medewerker P&E
- 2009 Wrong Turn at Tahoe – als Mickey
- 2005 Hostage – als mr. Jones
- 2004 Anacondas: The Hunt for the Blood Orchid– als Bill Johnson
- 2004 The Whole Ten Yards – als Zevo
- 2004 Spartan – als Grace
- 2003 Tears of the Sun – als Kelly Lake
- 2002 The Sweetest Thing – als Todd

### Televisieseries
Uitgezonderd eenmalige gastrollen.
- 2017 Jane the Virgin - als Chuck - 10 afl.
- 2010 – 2011 G.I. Joe: Renegades – als Flint / Dashiell Faireborn (stemmen) – 10 afl.
- 2010 Dark Blue – als Danny – 2 afl.
- 2010 Cold Case – als Ryan Cavanaugh – 3 afl.
- 2005 – 2006 Killer Instinct – als detective Jack Hale – 13 afl.
- 2005 The O.C. – als Lance Baldwin – 5 afl.
- 2003 Tarzan – als detective Michael Foster – 3 afl.
- 1998 Guiding Light – als Rob Layne – 21 afl.

- Bibliothèque nationale de France: cb15024654t (data)
- Gemeinsame Normdatei: 1154466310
- International Standard Name Identifier: 0000 0001 1440 2762
- Library of Congress Control Number: no2009009827
- Virtual International Authority File: 26899483
- WorldCat: E39PBJh8KFpyGbbTcgH4tYyPQq